# Řád Trujilla
Řád Trujilla (španělsky: Orden de Trujillo) bylo druhé nejvyšší státní vyznamenání Dominikánské republiky. Založen byl roku 1938. Udílen byl do roku 1961 za vynikající služby Dominikánské republice.

## Historie a pravidla udílení
Řád byl založen dne 13. června 1938 na počest prezidenta a generalisima Rafaela Trujilla. Udílen byl prezidentem republiky civilistům i příslušníkům ozbrojených sil za jejich vynikající službu republice. Udílen byl občanům Dominikánské republiky i cizincům. Zrušen byl prezidentem Joaquínem Balguerem dne 6. prosince 1961.

## Insignie
Řádový odznak má tvar maltézského kříže s bíle smaltovanými cípy, které jsou při okraji lemovány zeleným smaltem. Jednotlivé hroty cípů jsou zakončeny kuličkami. Uprostřed kříže je šest složených vlajek Dominikánské republiky smaltovaných v barvách bílé, červené a modré. Uprostřed vlajek je kulatý medailon lemovaný bíle smaltovaným kruhem. V kruhu je ve spodní části zlatý nápis ORDEN DE TRUJILLO. V horní části je osm zlatých pěticípých hvězdiček. Uprostřed medailonu je zlatý portrét Rafaela Trujilla.
Na zadní straně je ve středovém medailonu na bíle smaltovaném pozadí státní znak Dominikánské republiky. Při vnějším okraji je zlatý nápis EL CONGRESO NACIONAL • 1938.
Stuha je bílá s úzkými zelenými pruhy lemujícími oba okraje.

## Třídy
Řád byl udílen v sedmi třídách:
- řetěz – Nositelem řetězu byl výhradně prezident Rafael Trujillo.
- velkokříž se zlatou hvězdou – Tato třída byla udílena panovníkům a následníkům trůnu a dalším hlavám cizích států.
- velkokříž se stříbrnou hvězdou – Tato třída byla udílena bývalým prezidentům, viceprezidentům, členům legislativního sboru a nejvyššího soudu, ministrům, velvyslancům a arcibiskupům.
- velkodůstojník – Tato třída byla udílena vysokým státním úředníkům a církevním hodnostářům, rektorům Universidad Autónoma de Santo Domingo, vrchním velitelům armády a námořnictva.
- komtur – Tato třída byla udílena guvernérům provincií, rektorům dalších vysokých škol, spisovatelům, ředitelům institucí a dalším osobám podobné důležitosti.
- důstojník – Tato třída byla udílena profesorům a ředitelům škol, důstojníkům od hodnosti plukovníka výše a civilistům podobné důležitosti.
- rytíř – Tato třída byla udílena dalším osobám, které nedosahovaly dostatečné vážnosti pro udělení některé z vyšších tříd.